# Klaus Graf (Musiker)
Klaus Graf (* 15. Februar 1964 in Lauffen am Neckar) ist ein deutscher Jazzsaxophonist.

## Leben

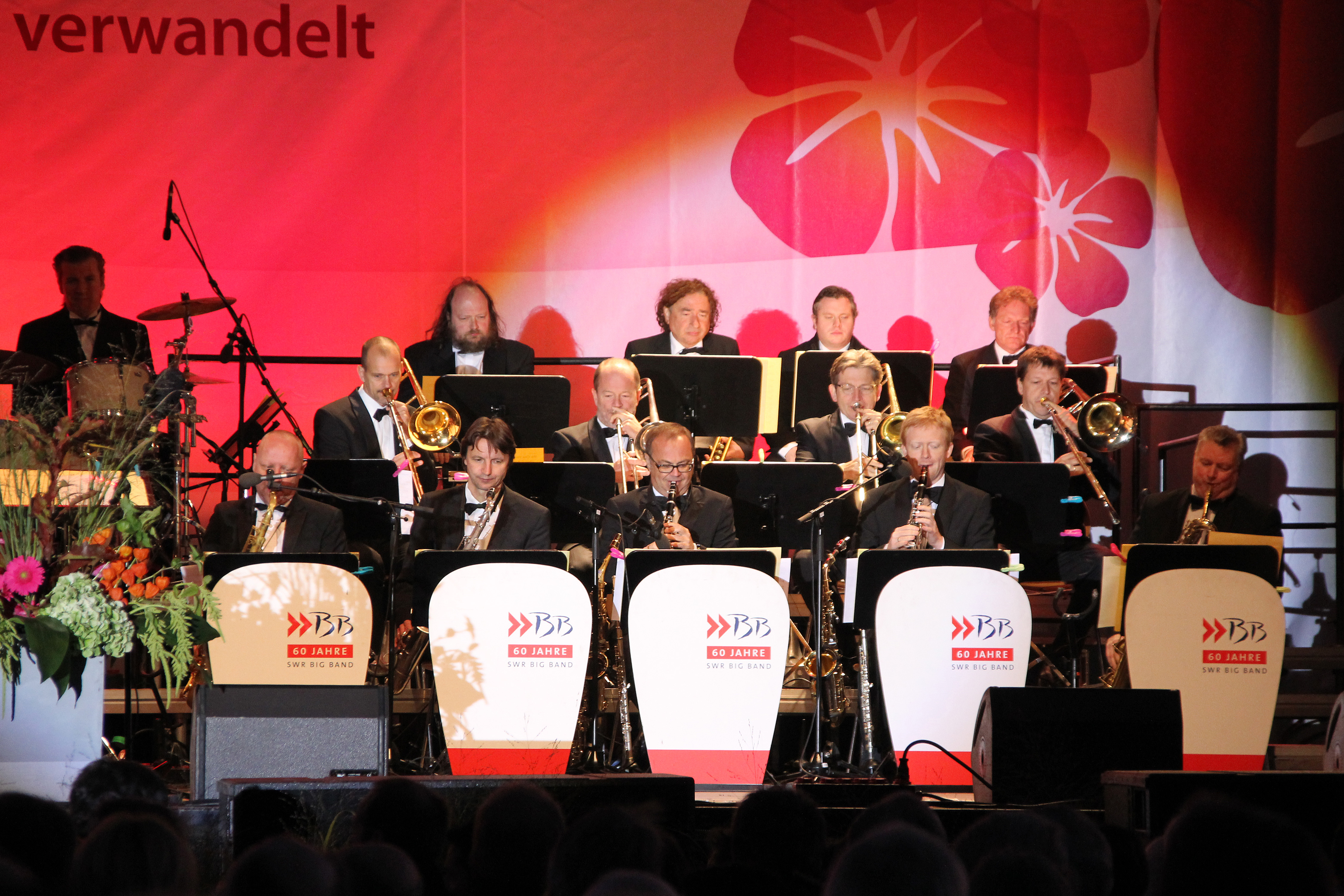
Klaus Graf inmitten der SWR Big Band (erste Reihe, dritter Musiker von links)

Graf war 1985 Mitglied im Jugendjazzorchester Baden-Württemberg (unter Leitung von Jiggs Whigham und Bernd Konrad) und gewann 1986 (mit der Band Cornichon) den ersten Preis beim Jugend Jazz Wettbewerb von Baden-Württemberg. Anschließend studierte er Saxophon an der Hochschule für Musik Köln. 1991 wurde er mit dem Jazzpreis Baden-Württemberg ausgezeichnet und erhielt als Altist ein festes Engagement bei der SDR-Big Band. Ab 1991 wurde Klaus Graf festes Mitglied der Peter Herbolzheimer Rhythm Combination & Brass. Seit der Fusion der Sendeanstalten von SDR und SWF ist Klaus Graf Lead-Altsaxophonist der SWR Big Band in Stuttgart.
Graf war 1993 Mitglied im Quintett von Mario Adorf und dessen Personalityshow „Al Dente“, spielte beim Montreux Jazz Festival 1995 mit Chaka Khan und Phil Collins, war 1996 mit Ernst Mosch und seinen „Original Egerländer Musikanten“ auf Tournee. Seit 1999 leitet er die Daimler Big Band in Stuttgart. Im Jahr 2000 nahm er an einer CD-Produktion der Popband Pur teil. Neben eigenen Projekten spielte er auch mit Charly Antolini, mit Thilo Wagner und mit der Big Band und dem Quintett von Paul Kuhn. Er hat Jazz-CDs unter eigenem Namen aufgenommen und spielt in einer Konzertreihe der Bobby Burgess Big Band Explosion. 2008 trat er mit Liza Minnelli und ihrer New Yorker Band in Deutschland auf.
2012 wurde er Mitglied beim United Jazz + Rock Ensemble 2nd Generation mit Wolfgang Dauner.
Von 1994 an unterrichtet Klaus Graf an der Hochschule für Musik Nürnberg, wo er seit 2002 als Professor für Jazzsaxophon tätig ist.
Seit 2021 ist Klaus Graf der künstlerische Leiter des Landesjugendjazzorchesters von Baden-Württemberg.
Graf ist verheiratet und hat zwei Söhne.

## Projekte

### Klaus Graf Jazzquartett
Nach langer Tätigkeit als Sideman gründete Graf 2001 sein erstes eigenes Quartett. Die Musik orientiert sich hauptsächlich an den Kompositionen des Bandleaders. Die Mitglieder sind Axel Kühn (Bass), Meinhard Obi Jenne (Schlagzeug) und Olaf Polziehn (Klavier). Eine erste CD Changes in Life veröffentlichte 2002 Acousticmusic. 2006 erschien die zweite CD Moving On bei finetonmusic.

### NUE Quartett
Mit einem neuen Quartett, zu dem neben dem Pianisten Andreas Feith Max Leiß (Bass) und Julian Fau (Schlagzeug) gehören, veröffentlichte Graf 2019 das Album The Music of Duke Ellington and Billy Strayhorn bei mochermusic.

### Timeless Art Orchestra
1991 erhielt Klaus Graf den Jazzpreis von Baden-Württemberg, darauf gründete er das Timeless Art Orchestra, ein Tentett baden-württembergischer Jazzmusiker (u. a. Steffen Schorn, Andi Maile, Claus Stötter, Karoline Höfler). Diese Band führt zeitgenössische Jazzmusik, vorrangig Kompositionen und Arrangements der Orchestermitglieder, auf. Eine CD erschien 1994 bei Satin Doll.

### Salsafuerte
1999 gründete Graf in New York zusammen mit dem Pianisten und Violinisten Gregor Hübner die Latin Jazz Band Salsafuerte. 3 CDs sind von Salsafuerte im Laufe der letzten 15 Jahre erschienen. Weitere Mitglieder von Salsafuerte sind Veit Hübner Bass, Claus Reichstaller Trompete, Joachim Leyh Schlagzeug, Jerome Goldschmidt Percussion, Yumarya Vocals.

## Preise und Auszeichnungen
Graf war 1986 Sieger beim Landeswettbewerb Jugend jazzt. 1991 wurde ihm der Jazz-Preis Baden-Württemberg zugesprochen. Weiterhin war er Kulturpreisträger der Stadt Lauffen am Neckar und der Stadt Ditzingen. 2002, 2003, 2004 und 2009 wurde die der SWR Big Band für die Grammy Awards nominiert. Das Arrangement von Scrapple from the Apple aus dem Album Bird Lives dieser Band gewann 2023 einen Grammy.